# Българ
„Българ“ е сатиричен анимационен уеб сериал, създаден през 2008 г. от Неделчо Богданов. От 2010 г. до 2019 г. се излъчва само в интернет, а през 2020 г. за първи път достига до национален телевизонен ефир.

## Сюжет
Действието се развива в град Несебър, но не описва действителни лица и събития. Главните персонажи са пародийни. Специален гост-актьор в първи сезон е българският радио и телевизионен водещ Ники Кънчев. Сериалът е предлаган за излъчване на редица български телевизии, но в крайна сметка премиерата му се осъществява в Интернет.
Пилотният епизод е създаден през 2008 г., а последната седма серия от първи сезон е завършена през януари 2010 г. Вторият сезон започва на 25 октомври 2011 г., а третият на 22 януари 2013 г. Четвъртият започва в началото на 2015 г. точно след „Българ Филмът“.
В интервю пред Дарик радио, състояло се на 18 февруари 2014 г., режисьорът на „Българ“ – Неделчо Богданов споменава, че екипът му започва работа по изработването на пълнометражен филм, който ще се излъчи в киносалоните до края на същата година.

## Герои
| Име                            | Информация за персонажа |
| ------------------------------ | --- |
| Българ                         | Добродушен българин, вярващ във вечното приятелство и живеещ в кооперация на „Гларус“ 8.                                                             |
| Аспарух                        | Най-добрият приятел на Българ, влюбен в Миша и фен на „Интер“. Спойлер: Умира в четвърти сезон, спасявайки Пешо, но след това бива върнат към живот. |
| Пешо                           | Слепец, незаконен син на местен барон, винаги лъжесвидетелства пред полицията срещу Аспарух                                                          |
| Билко Бибитков                 | Водещ на риалити шоуто „Българ“. |
| Супер Спиро                    | Супергерой, водещ война с местните зубъри. |
| Детектив Хорацио и д-р Флорцън | Главни разследващи в сериала. |
| Борис                          | Местен полицай, чиито партньори винаги умират. Мото му е „Аз работя сам“.                                                                            |
| Унуфри и Чичото на Унуфри      | Олигофрените на Несебър. |
| Дебелия престъпник             | Местен престъпник, който винаги се издънва. |
| Мандибула, Куката и Ка         | Откриватели и приключенци от 2040 година. |
| Шефа                           | Шеф на полицията в Несебър. |
| Баба Кукуруз                   | Врачка-измамница, отгледала Въльо. |
| Въльо                          | Брат-близнак на Аспарух |
| Хулиандър Неразбиракиев        | Несебърлия, постоянно тормозен от зубърите. |
| Били                           | Бившият партньор на Борис (умира в първи епизод – „Теория на относителността“).                                                                      |
| Миша                           | Полицайка, любимата на Аспарух и дъщеря на клошаря.                                                                                                  |
| Клошарят                       | Местният клошар, който винаги недоволства. Част и от тайна организация, чиято цел е да докаже, че извънземните съществуват.                          |
| Виктория Франкенщайн           | Луда професорка от Меркурий, която се опитва да съживи Аспарух в Българ Филмът 2.                                                                    |

## Списък на епизодите

### Сезон 1
| № | Заглавие                                   | Премиерна дата       |
| - | ------------------------------------------ | -------------------- |
| 1 | Теория на относителността                  | 20 септември 2010 г. |
| 2 | Любовната афера на Аспарух                 | 11 октомври 2010 г.  |
| 3 | От местопрестъплението – Несебър           | 25 октомври 2010 г.  |
| 4 | Поучителната история за дебелия престъпник | 9 ноември 2010 г.    |
| 5 | Супер Спиро                                | 23 ноември 2010 г.   |
| 6 | Старият фар                                | 7 декември 2010 г.   |
| 7 | Мандибула                                  | 29 декември 2010 г.  |

### Сезон 2
| № | Заглавие                 | Премиерна дата      |
| - | ------------------------ | ------------------- |
| 1 | Мандибула 2 – Завръзката | 25 октомври 2011 г. |
| 2 | Средновековието          | 8 ноември 2011 г.   |
| 3 | Средновековието 2        | 29 ноември 2011 г.  |
| 4 | Въльо                    | 29 декември 2011 г. |

### Сезон 3
| № | Заглавие             | Премиерна дата      |
| - | -------------------- | ------------------- |
| 1 | Шпионски игри        | 13 юли 2013 г.      |
| 2 | Филмовият фестивал   | 9 септември 2013 г. |
| 3 | Екскурзия в Америка  | 30 октомври 2013 г. |
| 4 | Да помогнем на Данчо | 5 ноември 2013 г.   |
| 5 | Макдрайв             | 5 февруари 2014 г.  |
| 6 | На Южния плаж        | 5 февруари 2014 г.  |
| 7 | Хобит                | 26 февруари 2014 г. |

### Сезон 4
| № | Заглавие                             | Премиерна дата      |
| - | ------------------------------------ | ------------------- |
| 1 | Мандибула 3 – Развръзката            | 27 април 2015 г.    |
| 2 | Сървайвър                            | 11 май 2015 г.      |
| 3 | Кибик Брадър                         | 30 ноември 2015 г.  |
| 4 | Лабиринтът на времето (промо епизод) | 23 декември 2015 г. |
| 5 | Приключение в Космоса – Епизод 1     | 12 юни 2016 г.      |
| 6 | Приключение в Космоса – Епизод 2     | 25 октомври 2016 г. |
| 7 | Приключение в Космоса – Епизод 3     | 15 декември 2016 г. |
| 8 | Приключение в Космоса – Епизод 4     | 2 юни 2017 г.       |
| 9 | По следите на изгубената карта       | 4 март 2019 г.      |

## Българ Филмът
След 3 сезона и над 5 милиона гледания в Интернет, героите от сериала се пренасят на големия екран, а там те отиват в страшно имение, където им се случват много вълнуващи неща. Официалната премиера на „Българ Филмът“ е на 25 ноември 2014 г., а по кината в цяла България тръгва от 28 ноември 2014 г. Той е първият български пълнометражен анимационен 3D филм.

## Криндж Айлънд
В началото на ноември 2020 Неделчо Богданов обявява в Ютюб канала си проект по случай 10-годишния юбилей от началото на Българ. 12 от героите в сериала бяха събрани в анимирано риалити предаване, чиято премиера беше на 22 ноември същата година.